# Giovanni Battista Funaioli
Giovanni Battista Funaioli (Siena, 22 agosto 1891 – Pisa, 6 aprile 1959) è stato un giurista italiano.

## Biografia
Figlio di Paolo Funaioli e Lida Antonelli, si laureò in giurisprudenza alla Regia Università di Siena nel luglio 1914 con voti 108/110, fu dapprima professore di materie giuridiche ed economiche presso l'Istituto tecnico Consortile di Siena negli anni 1915-1916 e 1916-1917 e libero docente di diritto civile presso l'Università di Siena nel 1923.
Professore di istituzioni di diritto privato presso l'Università Commerciale di Trieste (1923-1924) e presso l'Istituto tecnico di Trieste (1924-1925) e di Firenze (1925-1928), fu poi Professore di diritto civile e diritto commerciale presso la Libera Università di Ferrara (1928-1929) e di diritto civile presso l'Università di Siena (1930-1935) rivestendo altresì la carica di membro del consiglio di amministrazione dell'università, di consigliere nell'amministrazione del Convitto Nazionale Tolomei e di membro del consiglio esecutivo della Società di Esecutori di Pie Disposizioni, di cui fu anche avvocato.
Uno dei settori di studio sul quale si polarizzarono le attività scientifiche fu senz'altro quello dei miglioramenti fondiari. 
Professore di Diritto civile alla Regia Università di Pavia nell'anno 1935-1936 e dal 1936 professore di diritto agrario (cattedra di istituzioni di diritto privato) presso la Facoltà di giurisprudenza e di diritto privato alla Facoltà di economia e commercio dell'Università di Pisa, è stato anche membro del consiglio di amministrazione dell'Università e preside della Facoltà di giurisprudenza dal 1939 al 1941, nel 1945-1946 e dal 1956.
È stato anche consigliere comunale ed assessore alle Finanze del Comune di Pisa e primo sindaco di Pomarance del dopoguerra.
Dal matrimonio con Giulia Gasparrini nacquero Paolo Emilio, Maria Luisa e Ettore.
È stata intestata a suo nome una via in Pisa.

## Pubblicazioni
- Alcuni concetti sui miglioramenti fondiarii in genere e in particolare di quelli del conduttore, Torino, Fratelli Bocca Editori, 1916.
- Della riparazione dei danni di guerra, Roma 1916 con G. Zani
- L'insegnamento medio delle scienze economiche in Siena e Sallustio Bandini, Siena, Stab. Tip. Ditta Nava - 170, 1920
- I miglioramenti fondiari nell'usufrutto, "Il Filangieri", settembre-dicembre 1919, Società Editrice Libraria, Milano.
- Teoria dei miglioramenti fondiari, Atheneum, Roma 1921
- In tema di concessioni minerarie e di competenza, Diritto Minerario, Siena, Stab. Tip. S. Bernardin. 1921
- Sull'intitolazione a Sallustio Bandini dell'Istituto Tecnico di Siena, Parole dette nell'AUla Magna dell'Istituto il giorno 19 novembre 1921, Siena, Tipografia Edit. C. Meini, 1922.
- Le alterazioni del volere e le loro conseguenze nel campo dei negozi giuridici (Contributo allo studio della responsabilità soggettiva), Trieste, Tipografia Morterra & Co., 1924.
- La coazione del volere nella formazione dei negozi giuridici, Siena, Circolo Giuridico della R. Università., 1925.
- Rassegna di Diritto Privato per gli anni 1919-24, Siena, Circolo Giuridico della R. Università. 1925
- "Violenza", "minaccia" e "timore" nel campo del diritto privato, Parenzo Sta. Tip. Gaetano Coana & Figli, 1925.
- La eventuale variazion dell'assegno alimentare della moglie separata di fronte al codice civile austriaco. Foro delle nuove province, Anno IV, n. 1-3, 1925. Padova
- La violenza e il dolo motivanti il volere nell'interesse dell'estraneo, Siena, Circolo Giuridico della R. Università, 1926.
- Pasquale Coppa-Zuccari, con P. Rossi. Siena, Circolo Giuridico della R. Università. 1928
- La vita e le opere di Carlo Manenti, Siena, Circolo Giuridico della R. Università, 1929
- Pasquale Coppa-Zuccari, Rassegna Bibliografica delle Scienze Giuridiche, Anno III, Fasc. II. Stab. Tip. Spadafora, Salerno. 1929
- Carlo Manenti, Rassegna Bibliografica delle Scienze Giuridiche Sociali e Politiche, Anno V, Fasc. II. Nicola Jovene & C. Editori, Napoli. 1930
- A proposito di vecchie e nuove tendenze sul problema dei miglioramenti nel contratto d'affitto, Rassegna Bibliografica delle Scienze Giuridiche Sociali e Politiche, Anno VI, Fasc. IV, 1931. Nicola Jovene & C. Editori, Napoli.
- Sulla riforma attuata nella disciplina del matrimonio civile, Siena, Circolo Giuridico della R. Università, 1931.
- Sulle costruzioni aderenti al muro altrui e comune sul confine, Diritto e Giurisprudenza, Anno XLV, n. 5, 1931. Tipografia Editrice F. Bideri, Napoli.
- La valutazione delle colture arboree fatteda 1 terzo, agli effetti del rimborso, Rivista di Diritto Privato, Anno II, n.2, 1932, CEDAM, Padova.
- Considerazioni e proposte della Facoltà Giuridica della R. Università di Siena sul progetto del primo libro del codice civile, Siena, Circolo Giuridico della R. Università, 1932.
- L'assenso degli ascendenti nl matrimonio dei minori, n. 10 anno IV Rivista del Diritto Matrimoniale Italiano e dei Rapporti di Famiglia, 1937
- Osservazioni e proposte sul progetto del terzo libro del codice civile, Pubblicazioni della R. Università di Pavia, Studi nelle Scienze Giuridiche e Sociali, 67, 1937
- L'erronea credenza della violenza morale influisce sulla validità del negozio giuridico, Siena, Circolo Giuridico della R. Università, 1938
- Soggetto giuridico dell'esazione ed esattore, CEDAM, Padova. 1938
- Massimario in tema di diritto delle persone e di famiglia. Anni 1933-1937, Giurisprudenza Comparata di Diritto Civile, vol. I. Istituto Italiano di Studi Legislativi. 1938
- I miglioramenti fondiari nella riforma del codice civile, Atti del Secondo Congresso Nazionale di Diritto Agrario Italiano, Firenze, Tipografia Coppini, 1938
- I miglioramenti fondiari e la funzione sociale della proprietà, "La concezione fascista della proprietà privata" edito a cura della Confederazione Fascista Lavoratori dell'Agricoltura. Roma. 1939
- Dichiarazione di nullità di matrimonio civile per violenza, n. 5, anno VI, Rivista del Diritto Matrimoniale Italiano e dei Rapporti di Famiglia, 1939.
- Il rimborso delle costruzioni fatte dai terzi, Rivista del diritto commerciale, Anno XXXVII, n. 1 e 2, Parte II, 1939. Casa Editrice Francesco Vallardi, Milano
- Sulla dichiarazione di volontà per l'esercizio del jus praelationis, Rivista del diritto commerciale, Anno XXXVII, n. 5 e 6, Parte II, 1939. Casa Editrice Francesco Vallardi, Milano
- Emissione di cambiale in proprio e in rappresentanza di altri e conflitto di interessi, Rivista del diritto commerciale, Anno XXXVII, n. 9 e 10, Parte II, 1939. Casa Editrice Francesco Vallardi, Milano
- Collaborazione a riviste ed impiego privato, Rivista del diritto commerciale, Anno XXXVII, n. 11 e 12, Parte II, 1939. Casa Editrice Francesco Vallardi, Milano
- Il problema della casa colonica nel sistema della conduzione dei fondi rustici, Rivista di Diritto Agrario, Fasc. 4, Ottobre-Dicembre 1939
- Rassegna di Giurisprudenza italiana in tema di diritto delle persone e di famiglia. Anno 1938, Giurisprudenza Comparata di Diritto Civile, vol. V. Istituto Italiano di Studi Legislativi. 1940
- "Impotentia coeundi" e matrimoni fecondi, Rivista del diritto matrimoniale italiano, n. 3 anno VII, 1940
- Cosa smarrita e cosa dimenticata, Rivista del diritto commerciale, Anno XXXVIII, n. 7 e 8, Parte II, 1940. Casa Editrice Francesco Vallardi, Milano
- Surrogatoria per il miglioramento di stipendi?, Rivista del diritto commerciale, Anno XXXVIII, n. 1 e 2, Parte II, 1940. Casa Editrice Francesco Vallardi, Milano
- Abbonamento alle cassette di sicurezza e responsabilità della banca, Rivista del diritto commerciale, Anno XXXVIII, n. 9 e 10, Parte II, 1940. Casa Editrice Francesco Vallardi, Milano
- Sulla derogabilità del termine, Rivista del diritto commerciale, Anno XXXVIII, n. 11 e 12, Parte II, 1940. Casa Editrice Francesco Vallardi, Milano
- Sui principi generali dell'ordinamento giuridico dello Stato, Arti Grafiche Pacini Mariotti, Pisa. 1941.
- Promesse incerte e risarcimento del danno nel contratto di edizione, Rivista del diritto commerciale, Anno XXXIX, n. 1 e 1, Parte II, 1941. Casa Editrice Francesco Vallardi, Milano
- Il socio creditore della società, Rivista del diritto commerciale, Anno XXXIX, n. 11 e 11, Parte II, 1941. Casa Editrice Francesco Vallardi, Milano
- Sul nuncio nello scambio delle dichiarazioni di volontà, Rivista del diritto commerciale, Anno XXXIX, n. 3 e 4, Parte II, 1941. Casa Editrice Francesco Vallardi, Milano
- Sui rapporti patrimoniali della convivenza "more usorio", Rivista del diritto commerciale, Anno XXXIX, n. 5 e 6, Parte II, 1941. Casa Editrice Francesco Vallardi, Milano
- Sulle addizioni dell'usufruttuario, Rivista del diritto commerciale, Anno XL, n. 1 e 2 , Parte II, 1942. Casa Editrice Francesco Vallardi, Milano
- In tema di errore nella compravendita di opera d'arte, Rivista del diritto commerciale, Anno XL, n. 3-4 , Parte II, 1942. Casa Editrice Francesco Vallardi, Milano
- Su un caso apparente di inapplicabilità della clausola solve et repete, Rivista del diritto commerciale, Anno XL, n. 11-12 , Parte II, 1942. Casa Editrice Francesco Vallardi, Milano
- L'impresa agraria nel libro del lavoro, Archivio di Studi Corporativi, Anno XIII, Fasc. I, 1942. Arti Grafiche Pacini Mariotti, Pisa.
- Sulla novazione dell'obbligazione sociale, Rivista del diritto commerciale, Anno XL, n. 7 e 8 , Parte II, 1942. Casa Editrice Francesco Vallardi, Milano
- Sull'efficacia degli atti di Stato Civile per l'imposta di successione. CEDAM, Padova, 1942
- Morale individuale e morale sociale nelle sentenze, Rivista del diritto commerciale, Anno XL, n. 5-6 , Parte II, 1942. Casa Editrice Francesco Vallardi, Milano
- Sulla successione al socio del socio, Rivista del diritto commerciale, Anno XLI, n. 3 e 4 , Parte II, 1943. Casa Editrice Francesco Vallardi, Milano
- L'opera e la personalità scientifica di Francesco Ferrara, Società Tipografica Modenese, Antica Tipografia Soliani, 1943
- Luci e riflessi del nuovo codice civile, Società Italiana per il Progresso delle Scienze, Roma. 1943
- Francesco ferrara. Giuffrè Editore. 1943
- Intorno al dolo del mediatore, Rivista del diritto commerciale, Anno XLI, n. 1-2 , Parte II, 1943. Casa Editrice Francesco Vallardi, Milano
- Domanda di risoluzione per inadempimento e adempimento, Rivista del diritto commerciale, Anno XLI, n. 5 e 6 , Parte II, 1943. Casa Editrice Francesco Vallardi, Milano
- La mancia ed il salario, Rivista del diritto commerciale, Anno XLI, n. 1-12 , Parte II, 1944. Casa Editrice Francesco Vallardi, Milano
- Ipoteche iscritte e crediti iscritti in separazione ai fini dell'art. r.d.l. 5 ottobre 1936, n. 1743, Cedam - Padova, 1943.
- Rassegna di Giurisprudenza italiana in tema di diritto delle persone e di famiglia. Anno 1939-1940, Giurisprudenza Comparata di Diritto Civile, vol. VIII. Istituto Italiano di Studi Legislativi. 1944
- L'incapacità di intendere e di volere nel nuovo codice, Rivista di Dritto privato, anno XIV,1944, n.1, Casa Editrice Ambrosiana
- Violazione senza danno del diritto d'autore, Rivista del diritto commerciale, Anno XLIII, Parte II, 1945. Casa Editrice Francesco Vallardi, Milano
- Requisizione d'urgenza di negozi, Rivista del diritto commerciale, Anno XLIV, n. 3-4 , Parte II, 1946. Casa Editrice Francesco Vallardi, Milano
- Il codice del Popolo Italiano, Discorso inaugurale dell'anno accademico 1945-46 nell'Università di Pisa, Arti Grafiche Pacini Mariotti, Pisa, 1947
- Invalidità della volontà negoziale e conservazione del negozio giuridico, Nuova rivista di diritto commerciale, diritto dell'economia, diritto sociale, anno I, fascicolo 9-12, 1948. Nistri Lischi Editori, Pisa
- Il regime della famiglia al lume della costituzione, Rivista del Diritto Matrimoniale e dei Rapporti di Famiglia, Anno XV, n. 101, 1948.
- L'esame del sangue e il suo valore nei problemi legali della filiazione, "Minerva Medicolegale", Vol. LXX, n. 3-4, Settembre-Ottobre 1950, Edizioni Minerva Medica
- È impugnabile il titolo dei resunti eredi ad ottenere l'immissione nel possesso temporaneo dei beni di un assente dichiarato?, "Giustizia Civile", Anno I, Maggio-Giugno n 3, 1951, Giuffrè Editore.
- La nuova legge sulle locazioni e le assegnazioni dei Commissari degli alloggi, Giustizia Civile, 1951. Giuffrè Editore.
- Ancora sulla nuova legge sullelocazioni e le assegnazioni dei Commissari degli alloggi, Giustizia Civile, Anno I, fascicolo 4-5, 1951. GIuffrè Editore.
- Sulla revocabilità della donazione, Nuova rivista di diritto commerciale, diritto dell'economia, diritto sociale, anno IV, Fascicolo 9-12, 1951. Nistri Lischi Editori, Pisa
- La filiazioni naturale nella costituzione, Giuffrè Editore. 1951
- Regalie angarie) ed obblighi colonici nella mezzadria toscana, Nuova rivista di diritto commerciale, diritto dell'economia, diritto sociale, anno IV, Fascicolo 1-4, 1951. Nistri Lischi Editori, Pisa
- Sulla buona e mala fede nel regime delle spese, Nuova rivista di diritto commerciale, diritto dell'economia, diritto sociale, anno V, fascicolo 9-12, 1952. Nistri Lischi Editori, Pisa
- I problemi legali della filiazione con riguardo alla prova del sangue, Giurisprudenza Italiana, Disp. 4a, parte I, sez. 1a, 1952
- Filiazione naturale - Riconoscimento. Legittimazione per decreto. Figlio riconosciuto dal padre e legittimato dalla madre. Attribuzione della patria potestà. Competenza del tribunale ordinario, Rivista del diritto matrimoniale italiano, n. 1-2, anno XIX, 1952
- Risposte in tema di filiazione legittima e naturale, Rivista trimestrale di Diritto e Procedura Civile, n.3, 1952.
- L'insoluto problema dei miglioramenti fondiari nel contratto di affitto, III Congresso Nazionale di Diritto Agrarrio. Giuffrè Editore. 1952
- In tema di conto corrente, Giustizia Civile, Anno II, fascicolo 4-5, 1952. Giuffrè Editore.
- Il declino della regola del "quod minus est inter impensum et meliratum" nel codice civile italiano, Nuova rivista di diritto commerciale, diritto dell'economia, diritto sociale, anno VI, fascicolo 9-12, 1953
- In tema di mandato oneroso, Rivista "Giustizia Civile", anno II, 1952, fascicolo 3, Giuffré Editore
- Rapporti patrimoniali della famiglia (1945, 2ª ed. 1953)
- Sull'indennità ai familiari del lavoratore defunto, Rivista di Diritto finanziario e Scienza delle Finanze, fasc. 1, 1954
- Sulla parentela civile, Siena, Circolo Giuridico dell'Università, 1954.
- L'ipoteca sui miglioramenti fondiari, Gallizzi, Sassari. 1954
- L'art. 70 della legge fallimentare ed il conuige imprenditore in proprio, Rivista di Diritto finanziario e Scienza delle Finanze, fasc. 2, 1955, Giuffrè Editore.
- Attività intellettuale e tassa di registro, Rivista di Diritto Finanziario e Scienza delle Finanze, fascicolo 4, 1955. Giuffrè Editore.
- Il nuovo disegno di legge sulla disciplina dei contratti agrari, Rivista di diritto agrario, Anno XXXIII, Fasc. I-II, Gennaio-Giugno 1956, Giuffrè Editore.
- La filiazione naturale (1950, 2ª ed. 1958)
- La disciplina dei miglioramenti fondiari sotto il profilo del credito di miglioramento, Atti del convegno nazionale di diritto agrario, Firenze, 22-24 ottobre 1955, Giuffrè Editore.
- In memoria del Prof. Agostino Diana, Annuario dell'Università di Pisa, Tip. U. Giardini, Pisa, 1956.
- Sul fondamento degli artt. 89 e 198 cod. civ., Nuova rivista di diritto commerciale, diritto dell'economia, diritto sociale, anno IX, fascicolo 1-4, 1956. Nistri Lischi Editori, Pisa
- Luci ed ombre sul rapporto associativo nel rapporto di mezzadria, Nuova rivista di diritto commerciale, diritto dell'economia, diritto sociale, anno IX, fascicolo 5-8, 1956. Nistri Lischi Editori, Pisa
- In tema di riforma sul regime dei miglioramenti fondiari nel codice civile e sul regime del credito di miglioramento nelle leggi speciali, Roma, 1956.
- L'ipoteca sui miglioramenti fondiari, Nuova rivista di diritto commerciale, diritto dell'economia, diritto sociale, anno VII, fascicolo 1-2, 1957. Nistri Lischi Editori, Pisa
- Sugli "immobili vacanti", Rivista di Diritto Agrario, anno XXXVI, fascicolo III, Luglio-Settembre 1957. Giuffrè Editore.
- Lorenzo Mossa e il diritto agrario, Nuova rivista di diritto commerciale, diritto dell'economia, diritto sociale, anno 1957, fascicolo unico. Nistri Lischi Editori, Pisa.
- Atto di nascita legittima di figlio naturale e riconoscimento, Rivista del diritto matrimoniale e dello stato delle persone, Anno I, N. 5, Settembre-Ottobre 1958, Giuffrè Editore.
- In tema di indennità ex art. 2122 cod. civile, Rivista Giuridica del Lavoro e della Previdenza Sociale, Anno IX, Fasc. 3, 1958, Società Edizioni Giuridiche del Lavoro, Roma.
- Sul fondamento degli artt. 89 e 198 cod. civ., Diritto civile, vol. 1, 1958. Giuffrè Editore.
- La condizione morale e giuridica della prole, XXVII Settimana Sociale dei Cattolici d'Italia "Famiglie di oggi e mondo sociale in trasformazione"